# Politisches System Sambias
Sambia ist eine Präsidialdemokratie, in der der Staatspräsident gleichzeitig Regierungschef ist. Die Exekutive wird durch die Regierung ausgeübt. Die Legislative teilen sich Parlament und Regierung.

## Regierung und Verfassung
Der heutigen Verfassung, die am 25. August 1973 in Kraft trat, liegt die Verfassung von 1964 zugrunde. Sie versteht sich zusammen mit den im Dezember 1973 folgenden Wahlen als abschließende Errungenschaft, die sich Partizipatorische Einparteien-Demokratie nennt.
Die Verfassung von 1973 sieht einen Präsidenten mit umfassenden Vollmachten und ein Ein-Kammern-Parlament vor. Die politischen Ziele werden im Zentralkomitee der United National Independence Party (UNIP) gesetzt, der einzigen legalen Partei in Sambia. Das Kabinett hat die Beschlüsse des Zentralkomitees nur auszuführen.
Es war Absicht, die Vorherrschaft der UNIP in diesem neuen System abzusichern. Die Verfassung bestimmt, dass der einzige Kandidat für die Präsidentschaft der vom Parteitag gewählte Präsident der UNIP sein musste. Der zweitwichtigste Mann in der sambischen politischen Hierarchie war der Generalsekretär der UNIP.
Im Dezember 1990 unterzeichnet der amtierende Präsident Kenneth Kaunda nach heftigen politischen Unruhen und einem Putschversuch ein Gesetz, das die Vormacht der UNIP beendet. Er beugt sich dem wachsenden Druck in der Bevölkerung und ihrer Forderung nach einem demokratischen Mehrparteiensystem, indem er langwierige und schwierige Verhandlungen mit der Opposition beginnt, an deren Ende im August 1991 eine neue Verfassung steht. Sie erweitert das Parlament, die Nationalversammlung, von 136 auf 158 Sitze, richtet eine Wahlkommission ein und erlaubt mehr als nur einen Kandidaten für die Präsidentschaftswahl, der nicht länger Mitglied der UNIP zu sein braucht. Diese Verfassung wurde 1996 durch die rückwirkende Bestimmung ergänzt, dass ein Präsident nur zwei Amtsperioden amtieren darf, seine beiden Elternteile in Sambia geboren sein müssen und acht der 158 Parlamentsmitglieder sowie den Parlamentspräsidenten ernennen darf.
Sambia ist in neun Provinzen unterteilt, die jede von einem Ministerstellvertreter verwaltet wird, der im Wesentlichen die Aufgaben eines Gouverneurs wahrnimmt.

## Politische Geschichte
Die dominierende politische Wurzel sambischer Politik ist der Copperbelt-Streik von 1935 und die Begründung der Wohlfahrtsorganisationen der Schwarzafrikaner, die den ersten und alle weiteren organisiert hatten. Die dominierende Figur der sambischen Politik von 1964 bis 1991, die zudem aus diesem politischen Feld der Wohlfahrtsorganisationen der Sambier hervorgegangen ist, war Kenneth Kaunda, der den Kampf um die Unabhängigkeit des Landes führte und erfolgreich die Rivalitäten zwischen den einzelnen Landesteilen mit ihren zahlreichen Ethnien auszugleichen wusste. Kaunda bemühte sich, seine Regierung auf seiner Philosophie des „Humanismus“ zu gründen, die Ausbeutung verdammte und die Zusammenarbeit der Menschen betonte, was nicht auf Kosten des Individuums geschehen sollte.

### Einparteienstaat
Im Februar 1972 wurde aus Sambia ein Einparteienstaat, die zweite Republik Sambias. Alle anderen politischen Parteien wurden verboten. Kaunda wurde in der Abstimmung 1973 als einziger Kandidat zum Präsidenten gewählt. Gleichzeitig fanden Parlamentswahlen statt, für die nur Mitglieder der UNIP kandidieren durften; dennoch waren die Sitze heiß umkämpft. Das Mandat von Kaunda wurde in der Abstimmung Dezember 1978 erneuert und in der im Oktober 1983, einer „Ja“/„Nein“-Abstimmung, auch. An den „Wahlen“ von 1983 nahmen 60 Prozent der Wahlberechtigten teil und stimmten zu 93 Prozent mit „Ja“.

### Movement for Multiparty System
Wachsende Opposition gegen das Machtmonopol der UNIP führten 1990 zur Gründung des Movement for Multiparty Democracy (MMD). Sie sammelte eine wachsende und gewichtige Gruppe einflussreicher Sambier einschließlich prominenter UNIP-Kritiker und Gewerkschaftsführer. Über das Jahr stimmte Präsident Kaunda einem Referendum über das Einparteiensystem zu, ließ es jedoch angesichts der anhaltender Opposition fallen und unterzeichnete stattdessen eine Verfassungsänderung, die Sambia zum Mehrparteiensystem machte. Die Wahlen zu Sambias erstem Mehrparteienparlament und zum Präsidenten seit 1964 fanden am 31. Oktober 1991 statt. Der Kandidat der MMD, Frederick Chiluba gewann mit 81 Prozent der Stimmen haushoch über den bisherigen Amtsinhaber Kenneth Kaunda. In den Wahlen zum Parlament gewann die MMD 125 von 150 Sitzen, während der UNIP nur 25 blieben, von denen sie 19 in der Ostprovinz gewinnen konnte.

### MMD in der Regierung
Am Ende der ersten Amtszeit von Präsident Chiluba 1996 war die Verpflichtung der MMD auf politische Reformen angesichts der Neuwahlen so gut wie verschwunden. Zahlreiche prominente Befürworter waren in oppositionelle Parteien gewechselt. Präsident Chiluba, der sich im Parlament auf eine überwältigende Mehrheit stützen konnte, drückte 1996 einige Verfassungsänderungen durch, die den früheren Präsidenten Kaunda und andere Oppositionsführer von den kommenden Präsidentschaftswahlen ausschlossen. Aus diesen Wahlen im November 1996, in denen gleichzeitig das Parlament gewählt wurde, ging Chiluba als Sieger hervor. Die MMD gewann 131 von 150 Parlamentsmandaten. Die UNIP von Kaunda boykottierte die Wahlen, um gegen den Ausschluss ihres Führers von der Kandidatur für das Präsidentenamt zu protestieren. Sie klagte, dass das Ergebnis der Wahlen durch eine fehlerhafte Wählerregistrierung manipuliert worden sei. Ungeachtet dieses Boykotts verliefen die Wahlen friedlich. Fünf Präsidentschaftskandidaten und über 600 Parlamentskandidaten aus elf Parteien nahmen an ihr teil. Danach erklärten einige Oppositionsparteien und Nicht-Regierungsorganisationen die Wahlen als weder frei noch fair. Als Präsident Chiluba seine zweite Amtszeit 1997 begann, weigerte sich die Opposition die Ergebnisse der Wahl anzuerkennen, obwohl internationale Bemühungen MMD und Opposition drängten, die Differenzen durch Dialog zu bereinigen.
Anfang 2001 starteten Anhänger des Präsidenten Chiluba eine Kampagne, die eine Verfassungsänderung zum Ziel hatte, die ihm eine dritte Amtszeit ermöglichen sollte. Bürger, Opposition und selbst etliche Mitglieder der Regierungspartei übten jedoch hinreichend Druck aus, Chiluba von einer dritten Amtszeit fernzuhalten.
Präsidentschafts-, Parlaments- und Kommunalwahlen fanden am 27. Dezember 2001 statt. Elf Parteien stellten sich zur Wahl, die zahllose organisatorische Probleme aufwarf. Oppositionelle Parteien verwiesen auf ernsthafte Irregularitäten. Trotzdem wurde der Kandidat der MMD, Levy Mwanawasa mit schmalem Vorsprung zum Sieger erklärt. Am 2. Januar 2002 legte er seinen Amtseid ab. Drei Parteien reichten beim obersten Gerichtshof Klage gegen die Wahl ein, die im Februar 2003 verhandelt wurde. Die Opposition gewann demnach die Mehrheit der Parlamentssitze im Dezember 2001, aber die folgenden Nachwahlen gaben der MMD eine schmale Mehrheit im Parlament.

### Sambia unter Mwanawasa

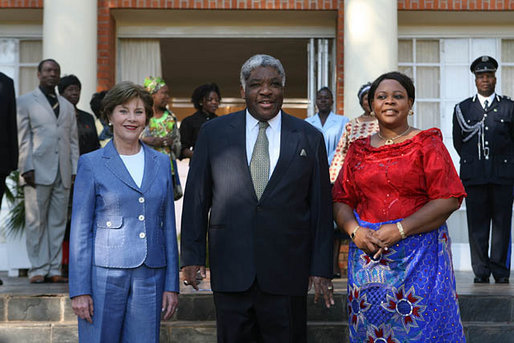
Levy Mwanawasa mit seiner Frau und Laura Bush

Die Regierung von Levy Mwanawasa ist nicht gekennzeichnet durch exorbitante Ausgaben und eine ständig steigende Korruption wie die Regierung Frederick Chilubas in ihren letzten Jahren. Der wurde inzwischen inhaftiert und der Untreue wie der Korruption in mehrfachem Fall angeklagt, was die ursprüngliche Befürchtung entkräftet, Mwanawasa würde stillschweigend über die Verfehlungen seines Amtsvorgängers hinweggehen. Der wiederum ließ 2004 Roy Clark ausweisen, einen britischen Staatsbürger, der viele Jahre in Sambia gelebt und in der Zeitung Zambian Daily Mail eine satirische Attacke auf den Präsidenten geritten hatte. Auch ließ seine einstige Absicht, die Korruption auszurotten, mit der Zeit sichtlich nach, so wie Hauptbelastungszeugen gegen Chiluba inzwischen das Land verlassen haben. Eine Kommission zur Überarbeitung der Verfassung, die Mwanawasa eingesetzt hatte, geriet in Turbulenzen durch die Frage, wem sie ihre Ergebnisse vorzulegen habe, was den Verdacht indiziert, er wolle das Ergebnis beeinflussen.
Generell wird die Amtszeit von Mwanawasa als eine Verbesserung gegenüber der von Chiluba betrachtet, was nicht heißt, dass man in Sambia wirklich zufrieden mit ihm wäre. Im Wahlkampf 2006 wurde von Wählern deutliche Kritik geübt, vor allem im vernachlässigten Norden Sambias. Bei den Wahlen in Sambia 2006 verlor das MMD endgültig seine Rolle als dominierende Partei. Als künftiger Hoffnungsträger für Sambia profilierte sich der Kandidat der United Democratic Alliance (UDA), Hakainde Hichilema, ein junger Geschäftsmann, der dem plötzlich verstorbenen Anderson Mazoka im Vorsitz der United Party for National Development und dem des Wahlbündnisses UDA folgte. Auch erwiesen sich die Parteien MMD, UDA und PF als dominant, so dass Sambia als Dreiparteiensystem bezeichnet werden kann. Die UNIP wird sich als politische Kraft nicht halten können. Grob lässt sich das politische Feld nach den Wahlen wie folgt charakterisieren: MMD stark in den konservativen ländlichen Wählerschichten, PF stark in den Townships, UDA stark in den Städten. Damit hat sich das Parteiensystem der wirtschaftlichen und sozialen Struktur Sambias angepasst.
| Provinz                             | Zahl der zu vergebenden Parlamentssitze |
| ----------------------------------- | --------------------------------------- |
| Nordprovinz                         | 21                                      |
| Luapula                             | 14                                      |
| Ostprovinz                          | 19                                      |
| Copperbelt                          | 22                                      |
| Zentralprovinz                      | 14                                      |
| Lusaka                              | 12                                      |
| Nordwestprovinz                     | 12                                      |
| Westprovinz                         | 17                                      |
| Südprovinz                          | 19                                      |
| vom Präsidenten ernannt             | 8                                       |
| vom Präsidenten ernannter „Speaker“ | 1                                       |
| Summe                               | 159                                     |

### Exekutive
Der Präsident hat umfassende Regierungsvollmachten. Ihm untersteht die Regierung mit dem Kabinett. Die Sambischen Streitkräfte (Zambian Defense Forces – ZDF) unterstehen dem Verteidigungsminister. Sie sind für die innere Verteidigung konzipiert. Sie bestehen aus der Luftwaffe und dem Zambian National Service (ZNS). Sie organisieren vor allem öffentliche Projekte. Der Finanzminister legt den Haushaltsplan vor.

### Legislative
Die Nationalversammlung Sambias, ein Einkammernparlament, ist die gesetzgebende Gewalt in Sambia. Sie hat 165 Abgeordnete (Stand 2016). Von ihnen werden 156 in den Wahlen durch einfache Mehrheit in ihren Wahlkreisen gewählt, acht werden durch den Präsidenten ernannt wie auch der Parlamentspräsident, der Speaker. Somit gibt es insgesamt 165 Mandate. Alle Abgeordneten sind für eine Periode von fünf Jahren in die Nationalversammlung eingezogen.
Zum Parteiensystem in Sambia siehe: Liste der politischen Parteien Sambias

### Judikative

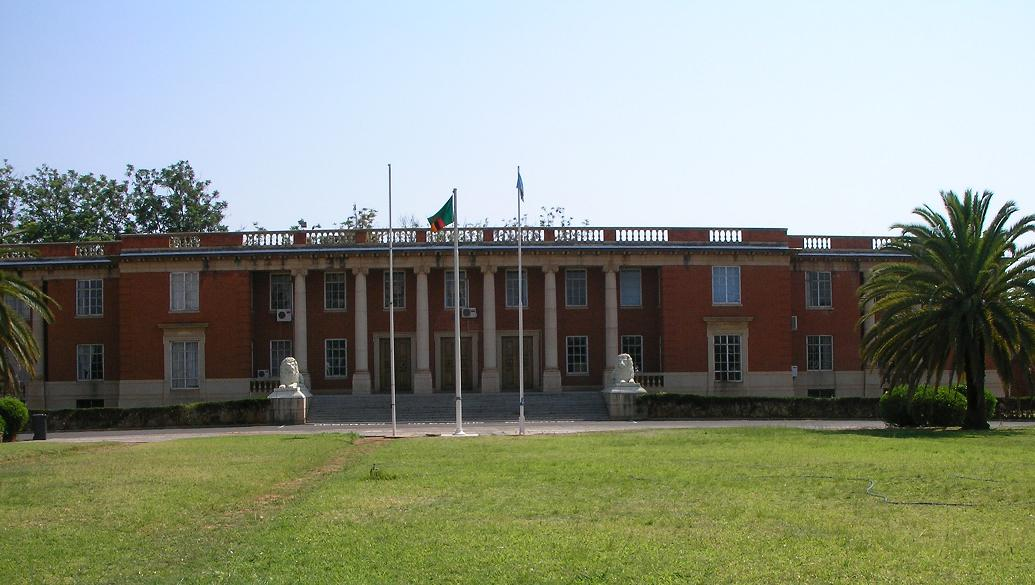
Oberste Gerichtshof in Lusaka

Der Oberste Gerichtshof ist der höchste Gerichtshof und die oberste Instanz. Unter ihm stehen der High Court, die Magistrats Courts und die Local Courts.

## Die auswärtigen Beziehungen
Sambia ist Mitglied der Bewegung der blockfreien Staaten, dem Commonwealth of Nations, der Afrikanischen Union und deren Vorgängerorganisation Organisation für Afrikanische Einheit (OAU), der Südafrikanischen Entwicklungsgemeinschaft (SADC), und Gemeinsamen Markt für das Östliche und Südliche Afrika (COMESA), die ihren Sitz in Lusaka hat.
Präsident Kaunda war ein ausdauernder und anhaltend präsenter Verfechter für den Wandel im südlichen Afrika, indem er die Befreiungsbewegungen in Angola, Mosambik, Namibia, Südrhodesien (Simbabwe) und der Republik Südafrika unterstützte. Viele dieser Organisationen hatten in den 1970er und 1980er Jahren ihr Hauptquartier in Lusaka.
Präsident Chiluba konnte sich in der Mitte und den späten 1990er Jahren international profilieren. Seine Regierung spielte eine konstruktive Rolle während der Friedensgespräche über Angola, die zum Lusakaprotokoll von 1994 führten. Sambia stellte Truppen für UN-Friedensmissionen in Mosambik, Ruanda und Sierra Leone. Zudem war Sambia der erste afrikanische Staat, der mit dem Internationalen Strafgerichtshof für Ruanda zusammenarbeitet, um den Völkermord in Ruanda von 1994 aufzuarbeiten.
1998 unternahm Sambia entscheidende Anstrengungen, in der Demokratischen Republik Kongo einen Waffenstillstand zu erreichen. Auch nach der Unterzeichnung des Waffenstillstandabkommens in Lusaka im Juli und August 1999 unterstützte es weiter die Friedensbemühungen. Die ließen erst nach, nachdem die Gemeinsame Militärkommission, die die Einhaltung des Waffenstillstandes überwachen sollte, im September 2001 nach Kinshasa umzog.
Sambia ist dem Ankommen über den Internationalen Strafgerichtshof beigetreten, das eine bilaterale Vereinbarung über die Immunität von US-Militärpersonal enthält gemäß Artikel 98.
Sambia ist Mitglied in den folgenden internationalen Organisationen: AKP-Staaten, AfDB, COMESA, UN/ECA, FAO, G-19, G-77, IAEO, IBRD, ICAO, IStGH, IBFG, ICRM, IDA, IFAD, IFC, IAO, IWF, Interpol, IOC, IOM, ITU, MONUC, NAM, OAU, OPCW, PCA, SADC, UN, UNAMSIL, UNCTAD, UNESCO, UNIDO, UNMEE, UNMIK, UPU, WCL, WZO, WHO, WIPO, WMO, UNWTO, WTO